# Шпрехшталмейстер
Шпрехшталме́йстер (нем. Sprechstallmeister: sprechen — «говорить»; Stall — «конюшня»; Meister — «хозяин, распорядитель») — работник цирка, ведущий цирковое представление. В обязанности шпрехшталмейстера входит объявление номеров программы, участие в качестве резонёра в клоунских репризах, руководство униформистами, наблюдение за исполнением правил техники безопасности, организация репетиций.

## Современное понятие
В современном российском цирке эта должность называется «инспектор манежа»; так она называлась и в советском цирке. Многие инспекторы манежа — в прошлом цирковые артисты. Известнейшими из них были Роберт Балановский, Александр Буше, Рудольф Левицкий, Владимир Герцог, Валерий Глозман, Завен Мартиросян (который был старейшим работником Московского цирка Никулина на Цветном бульваре, шпрехшталмейстер с 1968 г.).
Употребляется также наименование шталме́йстер (нем. Stallmeister — буквально «начальник конюшни») — в XVIII—XIX вв. режиссёр манежа, ведущий цирковую программу:

Мистер Чарли был самым старым шталмейстером гостившего у нас цирка. Он занимался репетированием с молодыми артистами — и помогал директору в дрессировке лошадей.— Александр Куприн, «Лолли»

Ему нравился и резкий кисло-сладкий запах цирка: запах животных, опилок, глины, сырого песка, грима, пота; нравился и важный человек во фраке, обозначенный в программке шпрех-шталмейстером, который очень громко, хоть и не очень понятно объявлял: «Следующим номером нашей гр-р-р-рандиозной программы…»

Мальчик влюбился и в проворных людей в зеленых мундирах с серебряными нашивками, которыми командовал шпрех-шталмейстер. Подручные быстро работали на манеже.— Александр Аронов, «Цирк приехал»

## Костюм
Традиционный костюм инспектора манежа состоит из яркого фрака, часто красного цвета с золотой отделкой, жилета и чёрного цилиндра; иногда с галстуком-бабочкой, галстуком или обычным галстуком. Наряд разработан так, чтобы выглядеть как джентльменский костюм XVIII века для верховой езды, и часто включает в себя кнут, пережиток того времени, когда начальник манежа руководил представлением не в качестве диктора и ведущего, а в качестве постановщика многих конных выступлений. Принято считать, что этот костюм был впервые принят Джорджем Клодом Локхартом по приказу Бертрама Миллса в 1928 году, когда Локхарт работал начальником манежа в своём цирке в Олимпии, Лондон. Женщина-лидер цирка известна как инспектор манежа и часто носит чёрную юбку или легинсы с черными сапогами до колен, а также верхнее пальто и фалды того же стиля, что и начальник манежа, или красную блузку. В неанглоязычных странах мастера ринга известны под разными титулами. Во Франции его называют «месье Лояль» в честь Ансельма-Пьера Лояля (1753—1826), одного из первых известных цирковых деятелей.

## Прежние функции
Раньше, когда не было современного осветительного оборудования и усилителей, большинство выступлений исполнялись без звука в сопровождении только духового оркестра цирка, поэтому инспектор манежа должен был обладать громким голосом, чтобы прорваться сквозь шум, привлечь внимание публики и объявить следующий номер цирковой программы.